# Tarantula ukraińska
Tarantula ukraińska, tarantula rosyjska (Lycosa singoriensis) – gatunek dużego pająka z rodziny pogońcowatych (Lycosidae).

## Budowa
Tarantula ukraińska jest jednym z największych przedstawicieli pogońcowatych – dorosłe samice mierzą 28–40 mm długości (bez odnóży) i ważą od 2,6 do 7 g – i największym pająkiem występującym w Europie Środkowej. Aparat jadowy składa się z pary gruczołów jadowych i masywnych szczękoczułków zbudowanych z grubej podstawy i ruchomych kolców jadowych.

## Etologia
L. singoriensis żyje w norach o średnicy 2–4 cm i długości 30–60 cm, wyłożonych nicią pajęczą. Wejście do nory często również pokryte jest oprzędem. W dzień pająk przebywa na dnie nory, zaś nocą czyha na ofiarę przy wejściu. Po upolowaniu zdobyczy zaciąga ją w głąb tunelu. L. singoriensis jest pająkiem agresywnym – notowano przypadki ukąszeń ludzi i innych zwierząt. Ukąszenia wywołują zauważalne efekty, takie jak zaczerwienienie i ból w okolicach miejsca ukąszenia. Ze względu na duże rozmiary kolców jadowych L. singoriensis ich ugryzienie jest bolesne, a ślady po nim – widoczne. Niektóre peptydy znajdujące się w jadzie L. singoriensis wykazują liczne właściwości antydrobnoustrojowe przeciw bakteriom Gram-ujemnym i Gram-dodatnim oraz grzybom.

## Występowanie
L. singoriensis jest gatunkiem szeroko rozprzestrzenionym od Chin do środkowej Europy. Najbardziej na zachód wysunięty punkt jego zasięgu występowania znajduje się we wschodniej Austrii. Po wycofaniu się lodowców zaczął rozprzestrzeniać się na tereny Europy Środkowej – w połowie XVIII wieku dotarł do Węgier, a w połowie XX wieku do Moraw. W latach 60. XX wieku proces ten ustał, a zasięg występowania L. singoriensis nieco się zmniejszył.